# Emil Steurich
Wilhelm Gottlob Emil Steurich (* 30. März 1852 in Ladeburg bei Berlin; † 24. Mai 1921 in Göhren (Rügen)) war ein deutscher evangelischer Theologe und Schriftsteller. Er schrieb historische Abhandlungen und mehrere Jugenderzählungen, oft mit historischem Hintergrund.
Der Sohn eines Pächters besuchte das Gymnasium zum Grauen Kloster in Berlin, wo er im Anschluss Theologie studierte. Ab 1878 war er Hilfsprediger an der Berliner St.-Pauls-Kirche. 1887 wurde ihm die Pfarrstelle an der Dorfkirche Groß Zicker auf dem Mönchgut auf Rügen übertragen, wo er bis 1906 tätig war. Er starb in Göhren und wurde in Groß Zicker beigesetzt.

## Schriften (Auswahl)
- Johann Kuny, der erste brandenburgisch-preußische Negerfürst. Eine Erzählung aus den Kolonien des Großen Kurfürsten. München 1900.
- Sturmflut. Eine Erzählung aus Mönchguts Vergangenheit. Steinkopf, Stuttgart 1900, urn:nbn:de:gbv:9-g-5274949.
- Der Kommandant von Arguin, Kapitän Jan Wynen. Eine Kolonialgeschichte aus der Zeit König Friedrich Wilhelms I von Preußen. Steinkopf, Stuttgart 1901.
- Swantewits Fall. Die Eroberung von Rügen durch die Dänen 1168. Geschichtliche Erzählung. Stuttgart 1902.
- Am Nonnenloch. Eine Erzählung aus der Franzosenzeit. Steinkopf, Stuttgart 1904, urn:nbn:de:gbv:9-g-5274988.
- Die Stralsunder. Steinkopf, Stuttgart 1909, urn:nbn:de:gbv:9-g-5275187.
- Ernst Moritz Arndt, der deutsche Mann. Baethge, Bergen auf Rügen 1910, urn:nbn:de:gbv:9-g-5276391.
- Geschichte der Stadt Bergen auf Rügen. Ein Rückblick auf 300 Jahre städtischen Gemeinwesens 1613-1913. Kroß, Bergen auf Rügen 1913.
- Treue um Treue. Eine Mönchguter Erzählung aus der Gegenwart. Christiansen, Wolgast 1920, urn:nbn:de:gbv:9-g-5275269.